# Julián Legaspi
Julián Alejandro Legaspi Oxandabarat (Montevideo, 10 de julio de 1973) es un actor peruanouruguayo. Se hizo conocido por su rol en la miniserie El ángel vengador: Calígula.

## Biografía
Hijo de la periodista y crítica cinematográfica Rosalba Oxandabarat y el director de cine Alejandro Legaspi, ambos uruguayos que se exiliaron en Perú a consecuencia de la dictadura cívico militar uruguaya. Una vez terminado el colegio, Legaspi estudió teatro en La Quinta Rueda y al mismo tiempo cine en la academia de Armando Robles Godoy. Mientras estudiaba, trabajó en la obra de teatro Relaciones peligrosas y luego la película Todos somos estrellas. 
Legaspi se hizo conocido a los 20 años en la miniserie inspirada en hechos reales El ángel vengador: Calígula (1993), bajo la dirección de Luis Llosa, interpretando a un arribista seductor sin escrúpulos, envuelto en el narcotráfico y amo de la noche. Posteriormente, empezó a interpretar personajes en telenovelas como Malicia, La Noche, Isabella, mujer enamorada, Pobre diabla, entre otras.
En 2004, participó como antagónico en la telenovela Besos robados. 
En 2006, actuó en la telenovela mexicana Las dos caras de Ana de Televisa.
En 2010, actuó en Los exitosos Gome$. El siguiente año interpretó al antagonista de la telenovela Ana Cristina.
Durante 2011-12, actuó en Corazón de fuego. En octubre de 2012, se incorporó a la obra Cenando entre amigos.
En 2015, actúa como personaje principal en Al fondo hay sitio bajo el rol de Ángel Gaviria.

## Filmografía

### Televisión
- El ángel vengador: Calígula (1993) como Alejandro Samanéz «Calígula».
- Los de arriba y los de abajo (1994) como César Valencia.
- Malicia (1995) como Carlos Figari.
- Cuando los ángeles lloran  (1995)
- La noche (1996) como Orlando Molina.
- Boulevard Torbellino (1997) como Ernesto Carrillo.
- Secretos (1998) como Alberto Costa.
- Isabella, mujer enamorada (1999) como Sebastián Revilla.
- Pobre diabla (2000) como Luis Alberto Miller de las Casas.
- Soledad (2001)
- Luciana y Nicolás (2003) como Renato Echevarría.
- Besos robados (2004) como Samuel Lang.
- Así es la vida (2005, 2008) como Ricardo Mendoza Berckemeyer.[8]
- Decisiones (2006), Episodio "Una luz al final del camino".
- Amores como el nuestro (2006) como Lenín Armas.
- Las dos caras de Ana (2006-07) como Javier Gardel.
- Los exitosos Gome$ (2010) como Ricardo Catalano.
- El enano (2010) como Fausto Mendieta.
- Ana Cristina (2011) como Andrés "Andrew" Gamio.
- Corazón de fuego (2011-12) como Vasco Suárez.
- Solamente milagros (2013), 1 episodio como Santiago.
- Derecho de familia (2013), 1 episodio como Gustavo.
- Camino a la gloria (2013)
- Ciro. El Angel del Colca  (2014)
- Amores que Matan (2015) como Luis Carlos (1 episodio).
- Historias reales: El aborto (2015)
- Al fondo hay sitio (2015-2016) como Ángel Gavidia.
- De vuelta al barrio (2017) como Rodrigo Rey.
- Mi Esperanza (2018) como Aníbal Gutiérrez.
- Los Vílchez (2020) como Esteban García Espinoza.
- Dos hermanas (2020-2021) como Fernando Berrospi.
- Los otros Concha (2024-presente) como Julio «Julito» (Villano).

### Películas
- Todos somos estrellas (1993) como Tabo.
- Polvo enamorado (2003) como Percy Rosales.
- Borderline (2004)
- Soledad.com (2007) como Ángel.[9]
- Vidas paralelas (2008) como Comandante Sosa.
- Al filo de la ley (2015) como Mauro
- Asu Mare 2 (2015) como Calígula.
- La última noticia (2016)
- Yuli (2018) como Cyborg.

## Teatro
- Relaciones peligrosas (1992)
- En la cama (2008)
- Gorda (2009)
- La Sagrada Familia (2010)
- Cenando entre amigos (2012) como Gabriel.
- Nuestras mujeres (2021)